# Шанхай Порт
Футбольний клуб «Шанхай» (кит.: 上海海港足球俱乐部; піньїнь: Shànghǎi hǎigǎng), раніше відомий як «Шанхай СІПГ» та «Шанхай Теллейс» — китайський футбольний клуб з міста Шанхай, який виступає в Китайській Суперлізі.

## Історія
Клуб був заснований у 2005 році під назвою «Шанхай Дун'я» китайським тренером Сюй Геньбао, який і став його президентом. У 2006 році команда стартувала у Другій лізі Китаю з футболу — третьому за значимістю дивізіоні. 2007 року «Шанхай Дун'я» став третім клубом із Шанхаю, який виграв першість третього дивізіону і сезон 2008 року розпочав у Першій лізі. Перед початком сезону 2010 року команда поставила завдання потрапити до Суперліги, для цього в команду були запрошені досвідчені іноземні гравці — македонець Никола Карчев та гаїтянина Фабріс Ноель, які стали першими легіонерами у клубі. Проте, за підсумками сезону команда посіла лише 4 місце і залишилась у другому дивізіоні.
За підсумками сезону 2012 року, в якому клуб змінив назву на «Шанхай Теллейс», вони виграли першу лігу і на наступний рік отримали право дебютувати у Суперлізі.
У грудні 2017 року замість Андре Віллаша-Боаша головним тренером став інший португалець Вітор Перейра, який у своєму першому сезоні на посаді привів клуб до першого в історії титулу чемпіона Китаю, а наступного року здобув і Суперкубок країни. У грудні 2020 року він залишив посаду.

### Назви клубу
- 2005—2011 — «Шанхай Дун'я» або «Шанхай Істейша»
- 2012[4]—2014 — «Шанхай Теллейс»
- 2015—2021 — «Шанхай СІПГ»
- з 2021 — «Шанхай Порт»

Логотип «Шанхай Істейша»
Логотип «Шанхай СІПГ»

## Досягнення
- Китайська Суперліга:
  -  Чемпіон (3): 2018, 2023, 2024
  -  Срібний призер (3): 2015, 2017, 2021
  -  Бронзовий призер (2): 2016, 2019

- Перша ліга Чемпіонату Китаю:
  -  Чемпіон (1): 2012[5]

- Друга ліга Чемпіонату Китаю:
  -  Чемпіон (1): 2007

- Кубок Китайської Футбольної Асоціації:
  -  Володар (2): 2024
  -  Фіналіст (2): 2017, 2021

- Суперкубок Китайської Футбольної Асоціації:
  -  Володар (1): 2019

## Відомі гравці
- Марко Арнаутович
- Ромуальд Боко
- Юсуф Даїч
- Оскар дос Сантус
- Елкесон
- Асамоа Г'ян
- Рікарду Карвалью
- Тобіас Гисен

## Тренери
Станом на 1 січня 2022
- Клод Ловіц (2006)
- Цзян Біньяо (2007—2009)
- Фань Чжиї (2010)
- Цзян Біньяо (січень 2011 — 20 грудня 2012)
- Гао Хунбо (27 лютого 2013 — 7 листопада 2013)
- Сі Чжикан (4 грудня 2013 — 17 листопада 2014)
- Свен-Йоран Ерікссон (18 листопада 2014 — 4 листопада 2016)
- Андре Віллаш-Боаш (4 листопада 2016 — 30 листопада 2017)
- Вітор Перейра (13 грудня 2017 — 31 грудня 2020)
- Іван Леко (1 січня 2021 –)